# EPOC

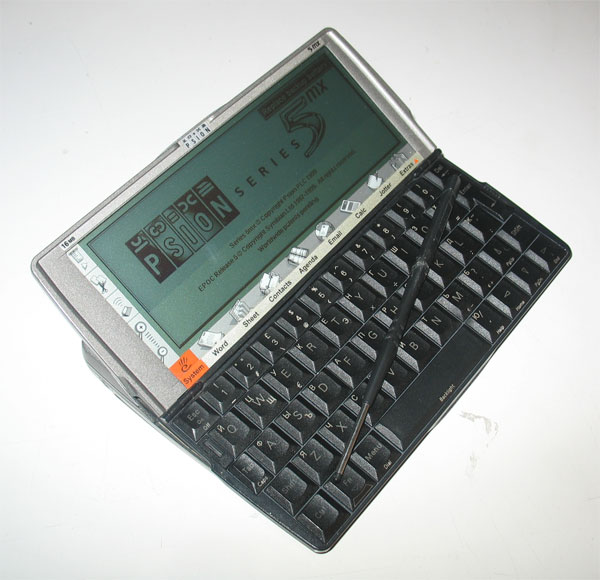
Psion Series 5 rodando o sistema operacional EPOC32.

O EPOC foi um sistema operativo, dos anos 1980 e 1990, projetado para sistemas de comunicação móveis, tal como, por exemplo, os PDA. Desenvolvido pela Psion, em parceria com Ericsson, Matsushita, Motorola e Nokia, acabou substituído, em 1998 pelo sistema operativo Symbian.